# Invasion Chola de Sriwijaya
Campagne d'Asie du Sud-Est de Rajendra Ier (en)
L'invasion Chola de Sriwijaya survient en 1025, lorsque l'empereur Chola Rajendra Ier lance des raids navals sur Sriwijaya en Asie du Sud-Est maritime (en). L'expédition outre-mer de Rajendra contre Sriwijaya est un événement unique dans l'histoire de l'Inde et dans ses relations par ailleurs pacifiques avec les États d'Asie du Sud-Est. Plusieurs endroits de l'Indonésie actuelle et de la péninsule malaise sont envahis par Rajendra Ier de la dynastie Chola,. L'invasion Chola favorise l'expansion des associations marchandes tamoules dont Manigramam (en), Ayyavole (en) et Ainnurruvar (en) en Asie du Sud-Est,,,. L'invasion Chola conduit à la chute de la dynastie Sailendra de Sriwijaya et coïncide également avec le voyage de retour du grand érudit bouddhiste bengali Atisha (vers 982-1054) de Sumatra en Inde et au Tibet en 1025.

## Contexte
Pendant la majeure partie de leur histoire commune, l'Inde ancienne et l'Indonésie ont entretenu des relations amicales et pacifiques, faisant ainsi de cette invasion indienne un événement unique dans l'histoire de l'Asie. Aux IXe et Xe siècles, Sriwijaya entretient des relations étroites avec l'empire Pala au Bengale, et une inscription Nalanda (en) de 860 rapporte que le maharaja Balaputra (en) de Sriwijaya consacre un monastère au Nalanda Mahavihara dans le territoire de Pala. Les relations entre Sriwijaya et la dynastie Chola du sud de l'Inde sont amicales sous le règne de Rajaraja Ier. En 1006, un maharaja de Sriwijaya de la dynastie Sailendra, le roi Maravijayottunggavarman (en), construit le Chudamani Vihara (en) dans la ville portuaire de Nagapattinam. Cependant, pendant le règne de Rajendra Ier, les relations se détériorent lorsque les Cholas attaquent les villes de Sriwijaya.
Les Cholas sont connus pour profiter à la fois de la piraterie et du commerce extérieur. Parfois, la navigation Chola conduit à un pillage et à une conquête jusqu'en Asie du Sud-Est. Sriwijaya contrôle deux points d'étranglement navals majeurs (Malacca et le détroit de la Sonde) et est à cette époque un empire commercial majeur doté de formidables forces navales. L'ouverture nord-ouest du détroit de Malacca est contrôlée depuis Kedah du côté de la péninsule malaise et depuis Pannai du côté de Sumatra, tandis que Malayu (Jambi) et Palembang contrôlent son ouverture sud-est ainsi que le détroit de la Sonde. Ils pratiquent un monopole commercial naval qui oblige tous les navires de commerce qui traversent leurs eaux à faire escale dans leurs ports sous peine d'être pillés.
Les raisons de cette expédition navale ne sont pas claires, l'historien Nilakanta Sastri (en) suggère que l'attaque est probablement causée par les tentatives de Sriwijaya de jeter des obstacles au commerce Chola avec l'Est (en particulier la Chine), ou plus probablement, par un simple désir de Rajendra d'étendre son digvijaya (en) aux pays d'outre-mer si bien connus de ses sujets, et ainsi ajouter de l'éclat à sa couronne. Une autre théorie suggère que les raisons de l'invasion sont probablement motivées par la géopolitique et les relations diplomatiques. Le roi Suryavarman Ier de l'empire khmer demande l'aide de Rajendra Ier de la dynastie Chola contre le royaume de Tambralinga. Après avoir appris l'alliance de Suryavarman Ier avec Rajendra Ier, le royaume de Tambralinga demande l'aide du roi de Sriwijaya Sangrama Vijayatunggavarman.

## Invasion
L'invasion Chola contre Sriwijaya est une campagne rapide qui prend Sriwijaya au dépourvu. De plus, à cette époque, la marine Chola est fortement développée, tandis que la puissance maritime de Sriwijaya est relativement faible. Pour rallier l'archipel indonésien depuis l'Inde, les navires indiens naviguaient traditionnellement vers l'est à travers le golfe du Bengale et faisaient escale dans les ports de Lamuri à Aceh, ou dans la baie de Kedah avant de s'engager dans le détroit de Malacca ; mais au cours de cette campagne, l'armada Chola a navigué le long de la côte ouest de Sumatra. Le port de Barus, sur la côte ouest du nord de Sumatra, appartient à l'époque aux guildes commerciales tamoules et sert de port de ravitaillement après la traversée de l'océan Indien. L'armada Chola poursuit vers le sud et s'engage dans le détroit de la Sonde. La marine de Sriwijaya garde Kedah et ses environs, à l'ouverture nord-ouest du détroit de Malacca, et ignore donc complètement que l'invasion Chola vient du détroit de la Sonde au sud. La première ville de Sriwijaya attaquée est Palembang, la capitale de l'empire Sriwijaya. Leur attaque surprise a permis aux Cholas de saccager la ville et de piller le palais royal et les monastères de Kadatuan. L'inscription de Thanjavur (en) indique que Rajendra a capturé le roi Sangrama Vijayatunggavarman de Sriwijaya et s'est emparée d'une grande quantité de trésors, dont le Vidhyadara Torana (« porte de guerre ») ornée de joyaux de Srivijaya d'une grande splendeur.
Les Chola n'a pas cherché à occuper les villes vaincues : leurs armées se déplaçaient rapidement, se limitant à piller les villes de Sriwijaya. L'armada Chola semble avoir profité de la mousson d'Asie du Sud-Est pour se déplacer rapidement d'un port à l'autre. La tactique d'une attaque rapide et inattendue est probablement le secret du succès de Chola, car elle ne permet pas au mandala (en) de Sriwijaya de préparer ses défenses, de se réorganiser, de fournir de l'aide ou de riposter. La guerre se termine par une victoire des Cholas et des pertes majeures pour l'empire Sriwijaya, mettant ainsi fin à leur monopole maritime dans la région,.

## Conséquences
Avec l'emprisonnement du maharaja Sangrama Vijayatunggavarman et la destruction de la plupart de ses villes, le mandala Sriwijaya sans chef entre dans une période de chaos et de confusion. L'invasion marque la fin de la dynastie Sailendra. Selon les Annales malaises (en) du XVe siècle, Rajendra Ier , après le raid naval réussi de 1025, épouse Onang Kiu, la fille de Sangrama Vijayatunggavarman,. Cette invasion force Sriwijaya à faire la paix avec le royaume javanais de Kahuripan. L'accord de paix est négocié par la fille exilée de Sangrama Vijayatunggavarman, une princesse de Sriwijaya qui réussit à échapper à la destruction de Palembang et vient à la cour du roi Airlangga dans l'est de Java. Elle devient également la reine consort d'Airlangga nommée Dharmaprasadottungadevi et en 1035, Airlangga construit un monastère bouddhiste nommé Srivijayasrama dédié à sa reine consort.
Cette invasion a gravement affaibli l'hégémonie de Sriwijaya et permet la formation de royaumes régionaux comme Kahuripan et son successeur, Kediri à Java, basés sur l'agriculture plutôt que sur le commerce côtier et à longue distance. Sri Deva (en) est intronisé en tant que nouveau roi et les activités commerciales reprennent. Il envoie une ambassade à la cour de Chine en 1028. Sanfoqi (en) envoie une mission en Chine en 1028, mais cela fait référence à Malayu-Jambi, pas à Sriwijaya-Palembang. Aucun envoyé Sriwijaya n'est venu en Chine entre 1028 et 1077. Cela indique que le mandala de Sriwijaya s'estompe. Il est possible que Sriwijaya se soit effondré en 1025. Dans les siècles suivants, les chroniques chinoises font encore référence à "Sanfoqi", mais ce terme fait probablement référence au royaume Malayu-Jambi, en témoigne le registre chinois de Sanfoqi Zhanbei guo (Pays Jambi de Sanfoqi). La dernière preuve épigraphique mentionnant le mot "Sriwijaya" ou "Srivijaya" provient de l'inscription Tanjore du royaume Chola en 1030 ou 1031. 
Le contrôle Chola sur Sriwijaya dure plusieurs décennies. Les chroniques chinoises mentionnent Sanfoqi Zhu-nian guo qui signifie "pays Chola de Sanfoqi", faisant probablement référence à Kedah. Sanfoqi Zhu-nian guo envoie des missions en Chine en 1077, 1079, 1082, 1088 et 1090. Il est possible que les Cholas aient installé un prince héritier dans la zone dominée par les tamouls du détroit de Malacca. 
La colonisation tamoule du détroit de Malacca semble avoir duré un siècle. Les Cholas laissent plusieurs inscriptions dans le nord de Sumatra et dans la péninsule malaise. L'influence tamoule se retrouve dans les œuvres d'art (sculpture et architecture des temples), elle indique une activité gouvernementale plutôt que commerciale. L'emprise de Chola sur le nord de Sumatra et la péninsule malaise recule au XIIe siècle, le poème tamoul Kalingatupparani d'environ 1120 mentionne la destruction de Kadaram (Kedah) par Kulottungga (en). Après cela, Kedah disparaît des sources indiennes.